# Mallonia albosignata
Mallonia albosignata är en skalbaggsart som beskrevs av Louis Alexandre Auguste Chevrolat 1858. Mallonia albosignata ingår i släktet Mallonia och familjen långhorningar.
Artens utbredningsområde är:
- Botswana.
- Moçambique.
- Zimbabwe.

Inga underarter finns listade i Catalogue of Life.